# Substantiv comun
Substantivul comun este substantivul care indică obiecte în sensul general al cuvântului.